# 워너 브라더스 디스커버리
워너 브라더스 디스커버리(Warner Bros. Discovery)는 미국의 다중 매체, 종합 엔터테인먼트 기업이다.
워너미디어, 디스커버리 합병으로 2022년 4월 8일에 설립되었다.

## 운영
- HBO
- HBO 맥스
- 워너 브라더스 픽처스
- 워너 브라더스 게임즈
- 워너 브라더스 텔레비전 스튜디오
- 워너 브라더스 엔터테인먼트
- 카툰 네트워크
- 카투니토
- CNN
- CNN 인터내셔널
- DC 엔터테인먼트
- DC 코믹스
- 디스커버리 채널
- TLC
- 애니멀 플래닛
- 터너 브로드캐스팅 시스템
- 터너 네트워크 텔레비전